# Distretto di Damous
Il distretto di Damous è un distretto della provincia di Tipasa, in Algeria.

## Comuni
Il distretto comprende 3 comuni:
- Damous
- Larhat
- Beni Milleuk